# Haller György
Haller György (Mezőterem, 1883. március 10. – Budapest, 1934. július 9.) sváb származású, erdélyi születésű festő-és grafikusművész, középiskolai rajztanár.

## Élete

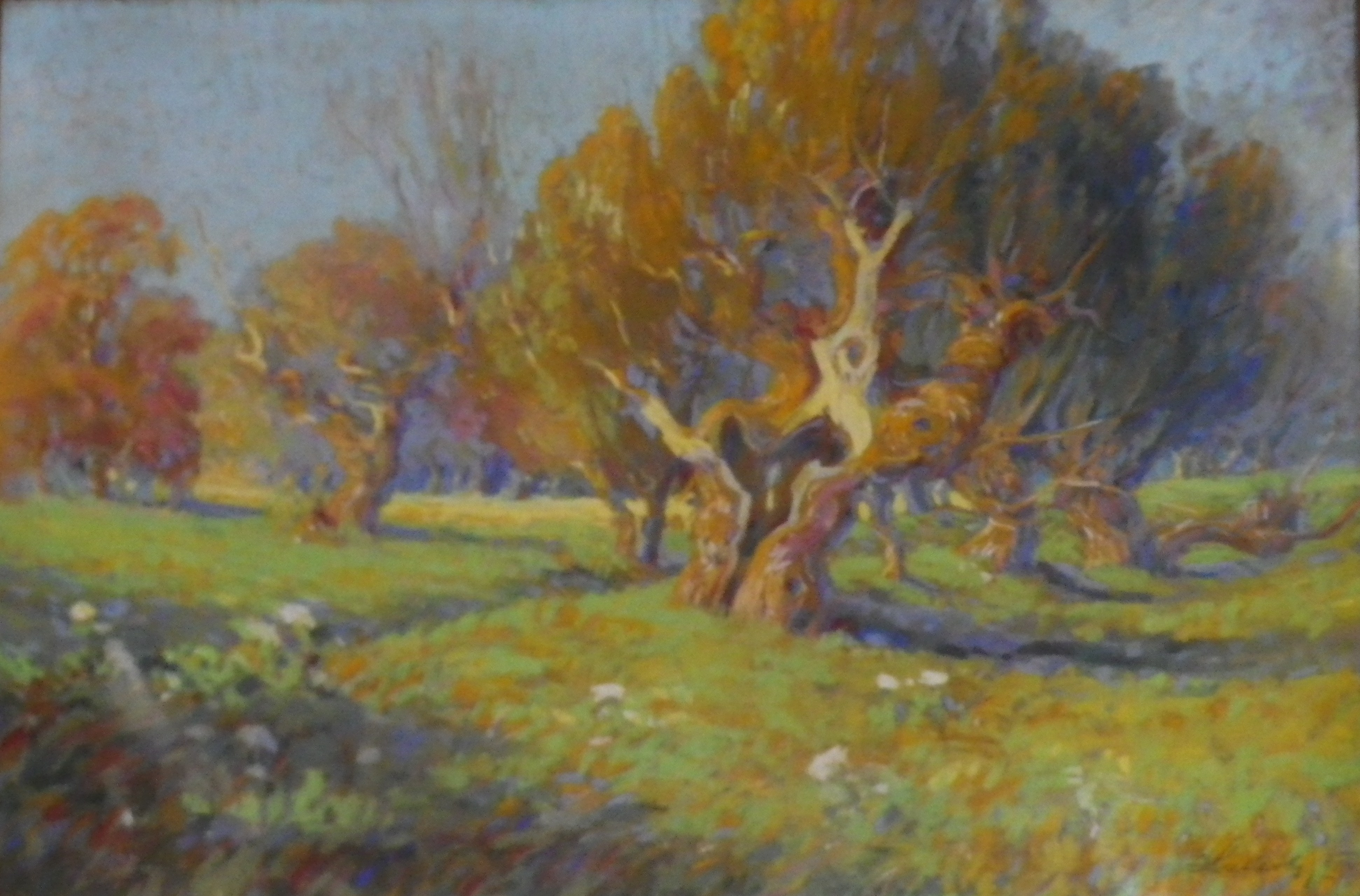
Az öreg tölgy (pasztell)

Felmenői az 1700-1800-as években lezajlott Szatmár vármegyei német telepítés során, a Duna és a Boden-tó között fekvő felsősváb területről érkeztek egy új és jobb élet reményében a Szatmár környéki településekre. Édesapja gazdálkodó ember volt, aki Mezőteremen született (a település Tiream néven ma Románia területén található Szatmár megyében), és itt alapított családot. Első gyermekeként született György 1883. március 10-én ugyancsak Mezőteremen. György alig volt 8 éves, amikor édesanyja elhunyt. Apja második feleségétől négy féltestvére született.
Legidősebb és tehetséges gyermekként a család fontosnak tartotta a taníttatását, ezért – a kor szokásait követve – papi pályára szánták. A szülőfalujában elvégzett elemi után Szatmárnémetiben a Királyi Katolikus Főgimnáziumban tanult tovább, majd érettségizett kitűnő eredményeket felmutatva. A képzőművészet iránti vonzódás, a rajzolás szeretete miatt elhagyta a papi képzést, jelentkezett és felvételt nyert a Budapesti Országos Magyar Királyi Mintarajziskola és Rajztanárképző Intézet rajztanári képzésére.

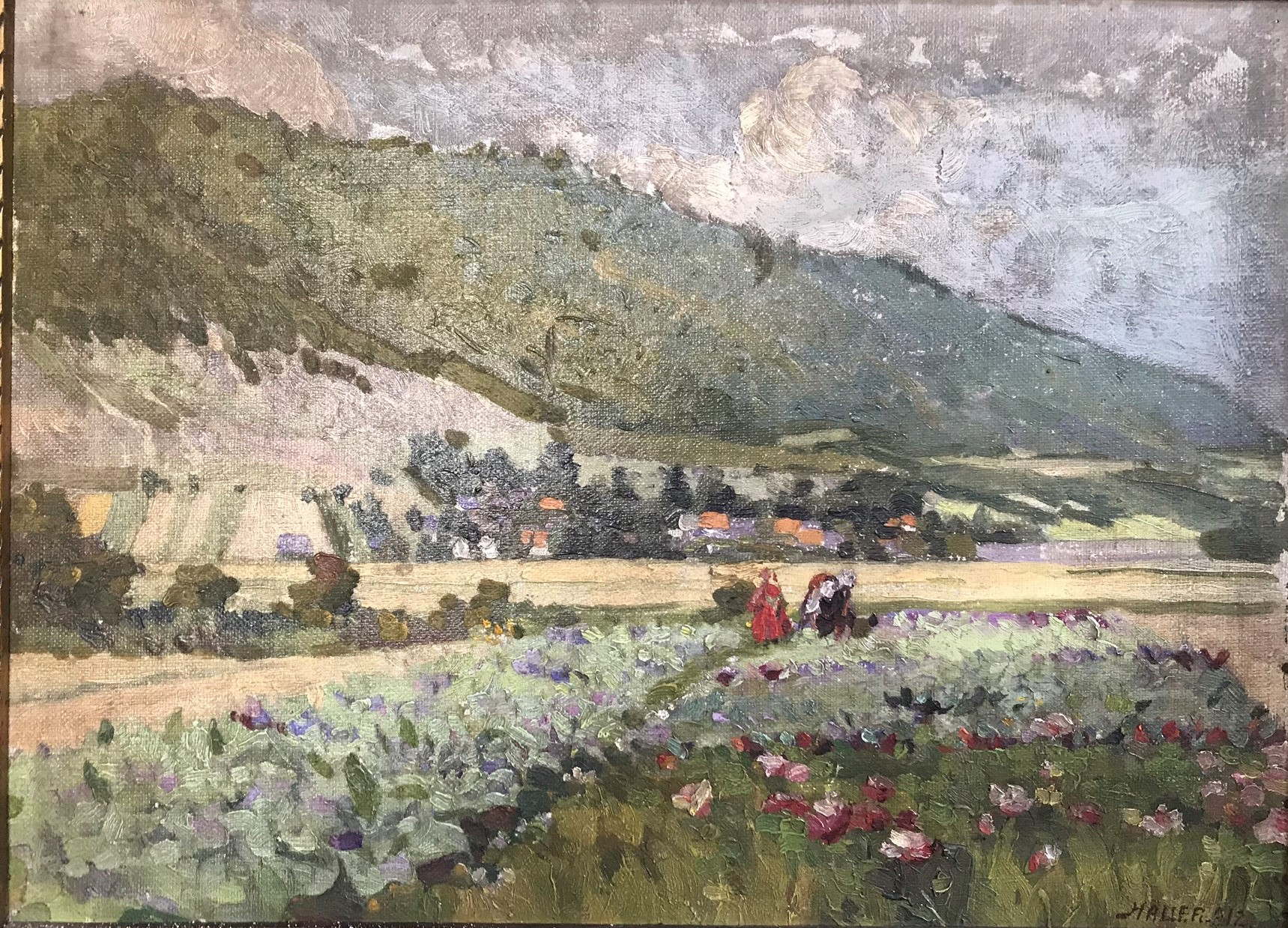
Hegyvidéki falu (olaj, vászon)

A család szűkös anyagi lehetőségei és az önálló döntése miatt történt pályamódosítás okán a család az anyagi támogatást megvonta tőle. Ahhoz, hogy választott hivatására, valamint művészi pályájára felkészülhessen, magának kellett a megélhetését biztosítania. Ezt többek között házitanítóként tudta megtenni. Ezen kívül a főiskolán három féléven át ösztöndíjban részesült. Diákként, majd később tanárként is a kor nagyiparos családjainál (Dreher, Stühmer, Gschwindt) valamint az Eszterházy családnál tanított.
Az 1902-től 1906-ig tartó képzés ideje alatt tanárai voltak többek között Edvi Illés Aladár, Nádler Róbert, Révész Imre, Erdőssy Béla, Loránfi Antal és Hegedűs László. A képzés befejeztével, 1906. június 24-én a Székely Bertalan vezette vizsgabizottság előtt tett eredményes vizsga alapján tanári képesítést nyert.
E vizsgálat alapján mi Haller György urat a művészeti és a mértani rajznak a hazai középiskolákban, a felsőipariskolákban, ipari szakiskolákban és nőipariskolákban, valamint ezekkel egyenrangú és alsóbb tanintézetekben való tanítására, a ránk ruházott hatalomnál fogva, képesítettnek nyilvánítjuk.
Tanári hivatásának gyakorlását még ez évben a Nagymihályi Fiúiskolában megkezdte. Az itt eltöltött évekből több Nagymihályban és a vidék több részén készült festmény származik. Később, több vidéki iskola után Budapesten, a piarista rend által fenntartott V. kerületi Kegyesrendi Gimnáziumban tanított rajzot és ábrázoló geometriát. Életének utolsó, közel tíz évében a Budapesti Magyar Királyi Állami Mátyás Király Reálgimnáziumban tanított, ahol kollégája volt Mező Ferenc történész, sporttörténész.

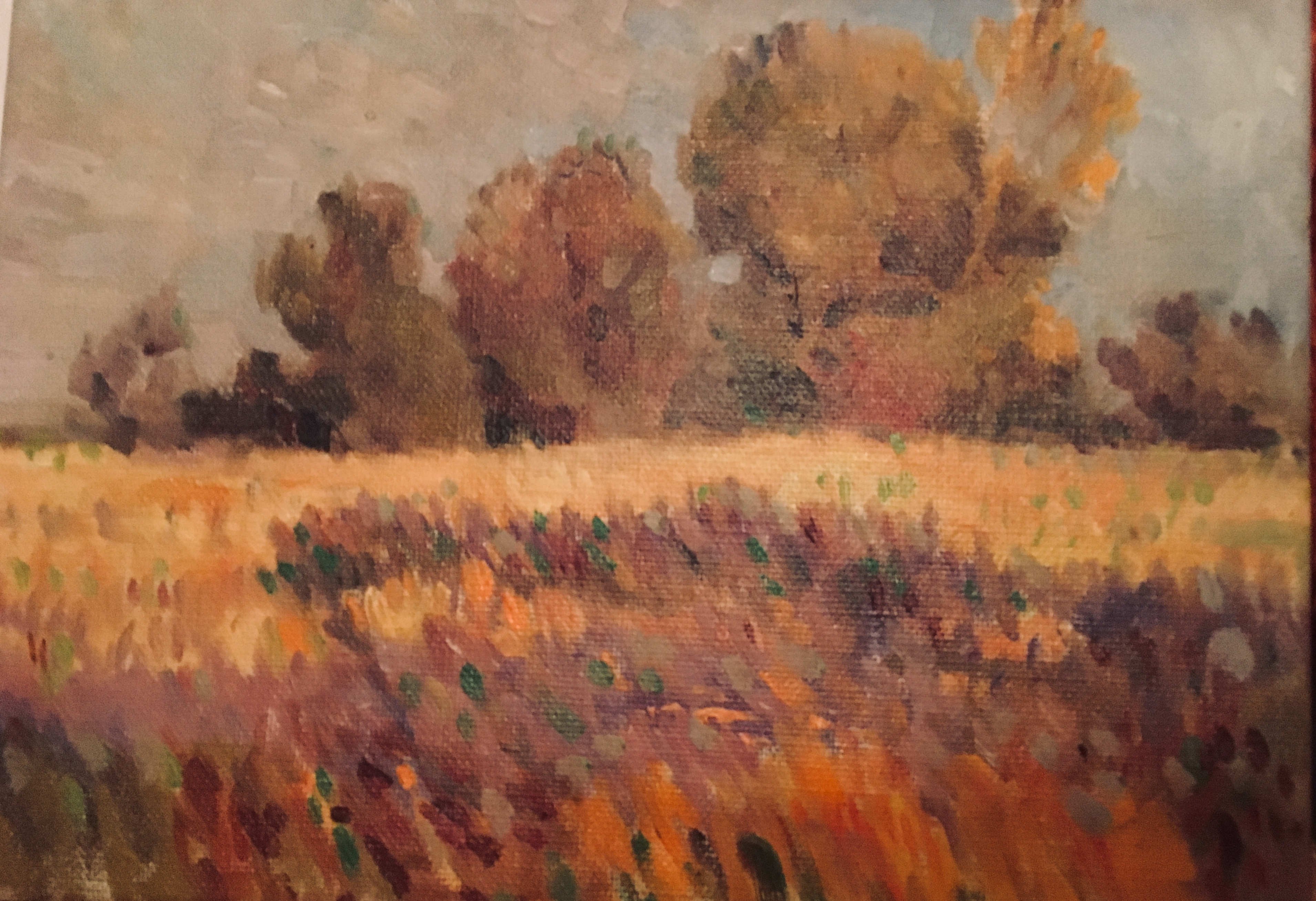
Aranyló rét (olaj, vászon, 25*34)

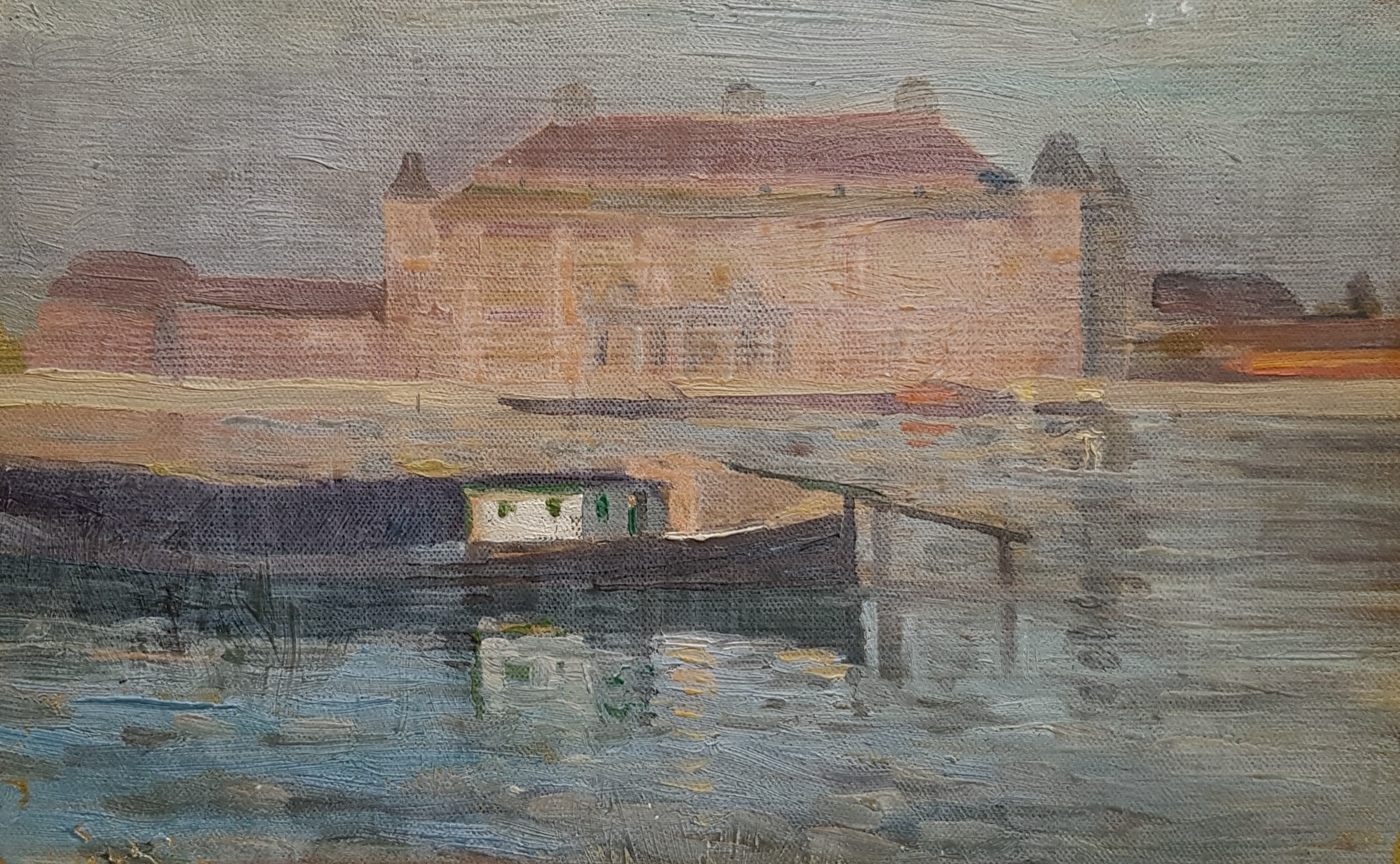
Kikötő a vámháznál (olaj, vászon, 16*26)

Tanári hivatása mellett művészi elhivatottságának élt, rajzolt, festett különböző technikákat alkalmazva, keresve a maga művészi kifejezési módját. Tudta, hogy az átlagos rajztanári pályánál többre hivatott, így folyamatosan fejlesztette magát, folytatta a szakmai tapasztalatok bővítését, az új ismeretek szerzését. Ezért részt vett a főiskola által okleveles rajztanárok számára 1911-13. években indított továbbképzésen (művészképzésen). A képzés befejezése után, 1914-ben részt vett a nagybányai művésztelep munkájában. Ennek hatása a tájképek megörökítésében, az élénk, vidám színvilág alkalmazásában érhető tetten. (Itt volt alkalma találkozni, együtt dolgozni többek között a Ferenczy család tagjaival, Mikola Andrással, Réti Istvánnal, Thorma Jánossal, Kádár Gézával, Ziffer Sándorral.) Ekkorra már a szakma felfigyelt rá, ismerték és elismerték tehetségét, szerepelt kiállításokon, a Nemzeti Szalon tárlatain, folyóiratot illusztrált (Az Élet c. szépirodalmi és kritikai hetilap 1909. évi, I. évfolyamának számai.)

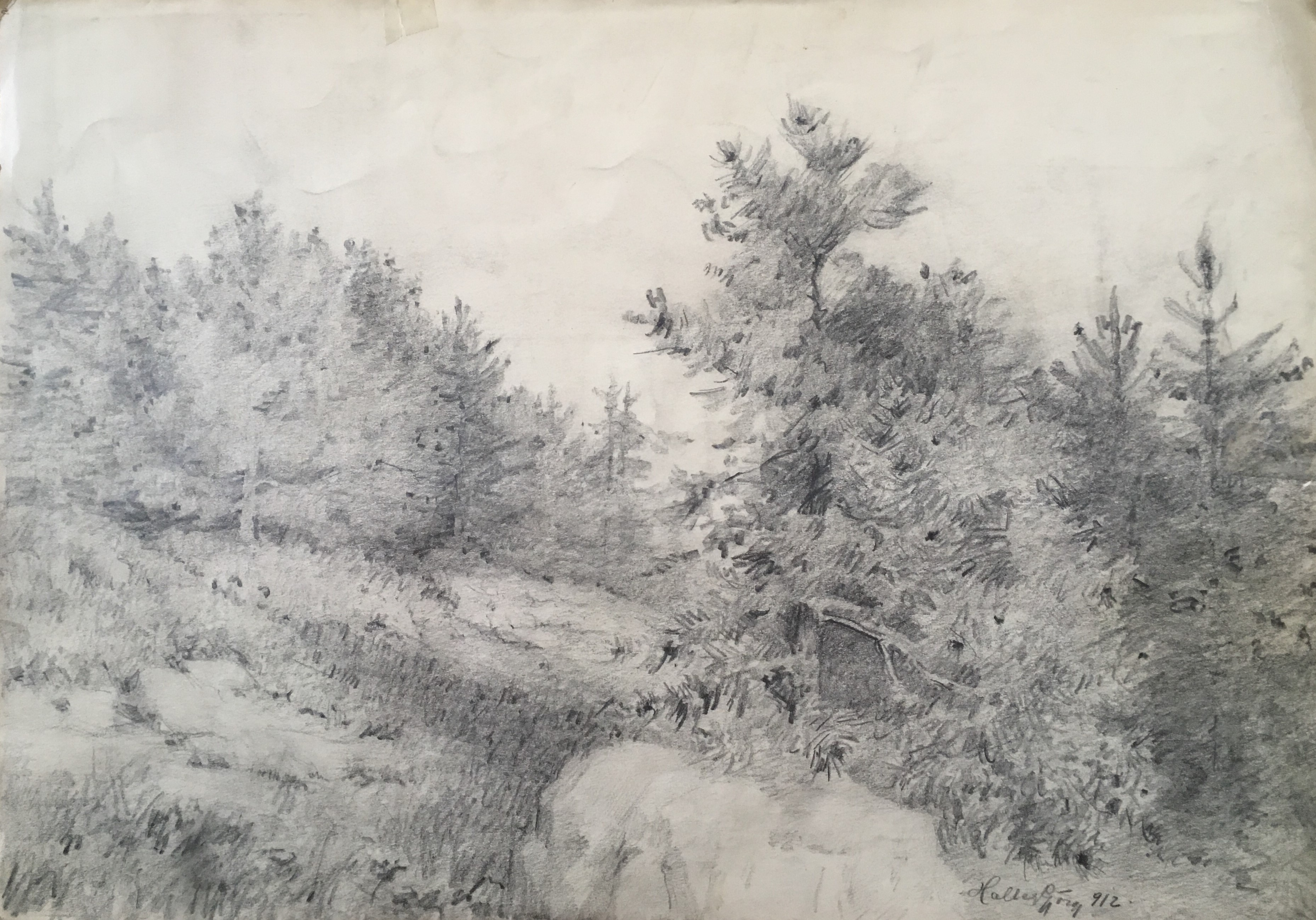
Erdőalja (ceruzarajz)

Választmányi tagja volt a Magyar Rajztanárok és Rajztanítók Országos Egyesületének. Mindeközben 1907-ben megnősült. Felesége egy nála idősebb özvegyasszony lett, kinek megfestette arcképét is (Matild portréja). Házasságuk alig 11 évig tartott, 1918-ban felesége halálával megözvegyült. Újra nősült 1921-ben, szülőfalujából választott hitvesével családot alapított és 1931-ben megszületett egyetlen gyermeke, leánya Mária Magdolna. Budapesten ismert lakcímei a XI. kerületi Kruspér utcában, majd a Bertalan utcában voltak. Azonban ő saját családi otthonra vágyott, így 1926-ban a Budatétényben megvásárolt telekre megálmodta, megtervezte saját lakóházát. Az építkezés 1930-ra befejeződött, s ő feleségével, majd 1931-ben megszületett gyermekével boldog családi életet s még hosszú, nyugodt alkotó éveket remélt. Lakókörnyezetében, a kerület lakosai körében megbecsülés övezte. Kapcsolatot tartott többek között volt tanárával, Edvi Illés Aladárral, aki – mint számos más festőművész akkoriban (pl. Pogány Gyula, Vén Emil, Lassgallner Oszkár /Benczúr Gyula unokatestvére/) – Budafok-Tétény lakosa volt, nem messze a Haller villától. Baráti, kollegiális kapcsolatai közül ismert még Füst Milánhoz fűződő barátsága, aki "... szeretettel Gyuri barátomnak ..." ajánlással  dedikálta számára a könyvét.
Életét meg kellett osztania családja, tanári hivatása és művészi elhivatottsága között. Az előzőek kötelezettségei utóbbi kiteljesedését némileg háttérbe szorították, lassabb léptéket szabtak a művész vágyainak. Haller Györgynek nem volt módja nemzetközi kapcsolatokat ápolni, akár a müncheni, vagy a párizsi művészeti életben a különböző irányzatok képviselőivel eszmét cserélni, együtt dolgozni. Művészi élete kiteljesedésének nagy fordulópontja lehetett volna, ha elfogadja 1927-ben azt a lehetőséget, mely egy angliai mecenatúrát jelentett volna számára. Mindazon által műveiben tetten érhető a folyamatos fejlődés, a korszerű technikák alkalmazása. Hátrahagyott terveiből, vázlataiból kibontakozik a plein air festő új látásmódja, új témaválasztása, talán irányváltása is, melyet sajnos már nem volt módja megvalósítani.
Családi életének, művészi elhivatottságának kiteljesedését félbeszakította 1934-ben, súlyos betegség miatt bekövetkezett korai halála. Ekkor még alig töltötte be 51. életévét. Sírja Budapesten, a Budafoki Temetőben található.

## Kiállításai
| 1910. | Nemzeti Szalon: Téli tárlat                                                                                  | A tavasz Kilátás                           | akvarell                  |
| 1913. | Nemzeti Szalon: Tavaszi tárlat                                                                               | Hegyvidéki falu                            | olaj, vászon              |
| 1913. | Nemzeti Szalon: Őszi tárlat                                                                                  | Budai utcarészlet Nagyszalóki templom      | színes rajz               |
| 1913. | Nemzeti Szalon: Magyar Grafikusok Egyesülete és a Magyar Aquarell és Pastellfestők Egyesülete IV. kiállítása | Gazdasági udvar Balaton partján Lágymányos | rézkarc aquatinta rézkarc |
| 1913. | Műcsarnok: Országos Magyar Képzőművészeti Társulat tavaszi kiállítás                                         | Lágymányos                                 | rézkarc                   |
| 1922. | Nemzeti Szalon: Magyar Rajztanárok Országos Egyesülete kiállítása                                            | Margithíd Halászkunyhó Laborcapart         | pastell akvarell          |
| 2009. | Klauzál Gábor Művelődési Központ Budapest                                                                    | gyűjteményes kiállítás                     |                           |
| 2014. | Károlyi Kastély Nagykároly                                                                                   | életmű kiállítás                           |                           |
| 2018. | Dunamenti Svábok Központi Múzeuma Ulm                                                                        | válogatás                                  |                           |
| 2018. | Megyei Történelmi Múzeum Szatmárnémeti                                                                       | életmű kiállítás                           |                           |

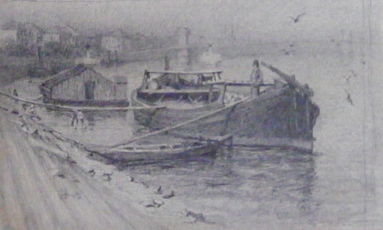
Budai rakpart (grafika, 15*24)

Az ÉLET című szépirodalmi és kritikai hetilap 1909. évi, I. évfolyamának számai
Grafikák
- stilizált /régi/ címerrajz a kettős kereszttel,
- Sík Sándor „A tó lelke” c. versének illusztrációja,
- Falusi iskola ceruzarajz,
- szánkózó gyerekeket ábrázoló rajz,
- falusi képet ábrázoló színes tollrajz,
- pávát ábrázoló tollrajz,
- falusi táj gémeskúttal és kertekkel